# Bori (Conan)
Bori, en el universo de ficción de Robert E. Howard conocido como la Era Hiboria, es la principal deidad del pueblo de los hiborios, a los cuales daba nombre. La obra de Howard La Edad Hiboria menciona que Bori había sido realmente un jefe tribal que había sido deificado. La tradición oral que lo recordaba como su líder durante su migración al norte después del Gran Cataclismo lo había acabado subiendo a los altares.
Con el paso del tiempo su culto perdió creyentes en favor de otros otras deidades (por ejemplo, Mitra), aunque tras la caída de los reinos hiperbóreos volvió a ganar adeptos, sobre todo entre los hiperbóreos de regiones menos civilizadas.

## Bori y la mitología germánica
Parece que Howard se basó en Buri, primer dios de la mitología nórdica, padre de Bor y abuelo de Odín, Vili y Ve.
Por otro lado, Bori el hecho de que considere a Bori como la divinización de un personaje real jefe de tribus tiene cierta semejanza con algunas teorías que consideran a Odín como la divinización de un líder que guio a las tribus germánicas en su periplo desde el Cáucaso hasta el norte de Europa.